# 細田学園中学校・高等学校
細田学園中学校・高等学校（ほそだがくえんちゅうがっこう・こうとうがっこう）は、埼玉県志木市本町に所在する男女共学の私立高等学校。2019年に中高一貫教育をおこなうべく中学校を開設した。敷地内に細田学園幼稚園を併設している。設置者は学校法人細田学園。

## 概要
1921年（大正10年）の大正デモクラシーの真っただ中に細田保穧（ほせい）女学校として開校して以来、志木市の私立女子高校として知られていたが、1999年（平成11年）に社会情勢の変化に対応し男女共学化を行い、細田学園女子高等学校から、細田学園高等学校に改称した。
現校舎は8階建ての高層建築で、駅前再開発が進む東武東上線志木駅から徒歩12分の場所にある。
2013年度には東京大学合格者を出すなど、近年進学実績を伸ばしている。

## 設置学科
- 全日制
  - 普通科
    - 特進Hコース
    - 特進コース
    - 選抜Gコース
    - 選抜Lコース
    - 進学αコース

## 沿革
- 1921年 細田洋が細田保穧（ほせい）女学校（細田裁縫女学校）を創設（実業学校甲種）。
- 1928年 埼玉高等技芸女学校に改称（高等女学校技芸専修科・実業学校甲種併設）。
- 1948年 学制改革により高等女学校は新制の女子高等学校となる（普通科・食物科）。実業学校甲種は廃止。
- 1949年 細田女子高等学校と改称。
- 1951年 学校法人細田学園創立。
- 1969年 細田学園女子高等学校と改称。
- 1999年 男女共学化。細田学園高等学校となる。
- 2005年 普通科に国際文化コース設置。
- 2008年 第2グラウンド完成。
- 2009年 神澤利一が校長に就任。
- 2011年 創立90周年式典。細田洋一郎が理事長就任。
- 2011年 学校改革が本格始動。
- 2012年 シンガポール・マレーシアへの国際体験学習（修学旅行）を実施。
- 2015年 新校舎が完成。
- 2018年 食物科が廃止となる。
- 2019年 中高一貫校化。

## 部活動
女子バレー部
- 2003年 春の高校バレー初出場ベスト8
- 2006年 FNSコーチングキャラバンで吉原知子をコーチに迎えて再び全国ベスト8
- 2007年 高校総体（佐賀県鳥栖市）でベスト8
- 2009年 国民体育大会5位（埼玉選抜7名が細田学園高等学校）
- 2010年 国民体育大会7位（埼玉選抜8名が細田学園高等学校）
- 2013年 春の高校バレー出場（10年連続15回目）

### 部活動
| - バレーボール部 - 硬式テニス部 - 剣道部 - ラグビー部 - 卓球部 - 陸上部 | - 水泳部 - ソフトボール部 - バドミントン部 - チアリーディング部 - サッカー部 - バスケットボール部 | - 茶・華道部 - 吹奏楽部 - 合唱部 - マンドリン部 - バトン部 - 美術部 - 演劇部 | - 英語部 - 調理部 - 手芸部 - 写真部 - 奉仕部 - 囲碁・将棋部 - 野鳥観察部 | - 韓国文化研究部 - 陶芸部 - サイエンス部 - 数理部 - パソコン部 - 書道部 - 筝曲部 |

## 主な出身者
- 和田はな（女流棋士）
- 荒木夕貴（バレーボール選手）
- 小野寺夏希（バレーボール選手）
- 権田寛奈（バレーボール選手）
- 柳沢紫子（バレーボール選手）
- 山中宏予（バレーボール選手）
- 川辺隆弥（サッカー選手）
- 榎本智恵子（声優・女優）
- 北原佐和子（女優・介護士）※在学中に埼玉県立朝霞高等学校定時制へ転出

## その他
- 細田早苗は、1978年から30年間にわたり韓国への修学旅行を続けてきた功労が認められ、2007年に韓国政府から国民勲章石榴章を授与された[1]。
- 校歌の作詞は岡田恒輔、作曲は山田耕筰である。
- 女子高時代の制服をデザインしたのは森英恵であった。
- 食物科が設置された高校として長らく知られていたが、2015年度入学者を最後に食物科が廃止された。

## 併設校
- 細田学園幼稚園

## アクセス
- 志木駅より徒歩12分